# Société des archives historiques de la Saintonge et de l'Aunis
 (octobre 2018).
La Société des archives historiques de la Saintonge et de l’Aunis est une société savante fondée par Louis Audiat en avril 1874, sous la présidence d’honneur de Jules Dufaure, de l’Académie française, alors président du conseil des ministres, et la présidence effective de Louis Audiat.

## Historique
L’archéologie et l’histoire locale de la Saintonge n’étaient pas absolument délaissées, lorsque Audiat est venu s’y établir. Au siècle précédent, Chaudruc de Crazannes, l’abbé Lacurie, le chanoine Briand, Hippolyte d’Aussy, l’auteur des Chroniques saintongeaises et aunisiennes, l’abbé Rainguet avaient commencé à signaler l’importance et la valeur de certains monuments, à recueillir des traditions, à remettre en lumière des faits et des personnages intéressants de l’histoire de cette région. Plusieurs de ces travaux consciencieux avaient une réelle valeur, mais on pouvait regretter chez la plupart l’absence d’une critique plus sévère et d’une documentation puisée aux sources. Le même jugement, mais avec plus d’éloges, vaut pour la monumentale Histoire politique, civile et religieuse de la Saintonge et de l’Aunis de Daniel Massiou.
Audiat s’était rapidement assimilé tout le travail de ses devanciers ; il en voyait les défauts et les lacunes, il aspirait à continuer leur effort, mais en suivant les méthodes rigoureuses de l’érudition moderne, en recourant aux textes primitifs, à l’archéologie monumentale, aux inscriptions, aux médailles, aux blasons, etc. Parmi ces textes primitifs, beaucoup, et des plus importants, étaient restés manuscrits, tel le récit de Tabourin détruit avec d’autres documents précieux dans l’incendie de la bibliothèque de Saintes de la nuit du 11 au 12 novembre 1871. C’est de cet accident et des regrets qu’il a inspiré à Audiat qu’est née la première pensée de la création de la société des Archives. Celui-ci a commencé à préparer la naissance de la société en enrôlant ses amis et s’assurer des collaborateurs en la personne d’Hippolyte de Tilly, Denys d’Aussy, Théophile de Brémond d'Ars, Georges Musset, Louis-Claude Saudau, Charles Dangibeaud (d), Jules Pellisson, Louis-Marie Meschinet de Richemond, etc., qui lui ont promis leur concours. Il a ensuite sollicité partout, avec l’insistance qui lui était coutumière, les adhésions, s’assurant de hauts patronages : outre Jules Dufaure, le marquis de Chasseloup-Laubat, le baron Eschasseriaux, etc. Il a également obtenu la promesse de subventions du ministère et du département, suscitant d’avance des recherches et des travaux particuliers devant permettre à la nouvelle société de donner, aussitôt fondée, des preuves de sa sérieuse activité.

## Travaux
En 1878, la société commence à faire paraître la Revue de Saintonge et d’Aunis. En un quart de siècle, la société a compté environ cinq cents membres, dépensé près de 130 000 francs et publié 32 volumes in-8° de documents d’une exécution typographique remarquable, et former vingt-deux volumes du même format et de la même étendue que les premiers avec la collection de son bulletin trimestriel. Parmi les plus importantes de ces publications, il y a l’Histoire de la Rochelle, d’Amos Barbot de Buzay, trois volumes, publiés par Denys d’Aussy ; le Prieuré de Saint-Eutrope, par Louis Audiat ; les Registres de l’échevinage de Saint-Jean d’Angély, dont trois volumes déjà publiés par d’Aussy et Saudeau, renferment d’intéressants détails sur le gouvernement de la cité et sur l’étendue des pouvoirs des autorités municipales ; le Chartrier de Pons par G. Musset, retraçant les règles et usages de l’administration hospitalière du temps où l’on peut suivre l’origine et l’accroissement des libéralités qui, peu à peu, jusqu’à la Révolution, avaient constitué le patrimoine foncier de cette association charitable ; le Cartulaire de l’ancienne abbaye des Bénédictins de Saint-Jean d’Angély, dont les plus anciennes pièces appartiennent aux premières années du Xe siècle ; le Corps de ville de Cognac, en 1118 par Jules Pellisson, où l’on voit l’esprit public s’agiter assez violemment et protester contre l’inamovibilité de l’hérédité des fonctions municipales conférées par la couronne ou par les intendants ; la Fronde à Cognac par le même, qui donne un aperçu de la misère publique durant cette époque ; l’Inventaire des titres de la seigneurie de Taillebourg, par Gaston Tortat, juge au tribunal de Saintes ; Renaud de Pons, étude très fouillée, très savante de Jules Chavanon (d), etc.